# Slovio
Slovio är ett konstruerat språk skapat av den slovakiska lingvisten Mark Hučko. Första gången det publicerades var på internet 2001. Slovio är ett internationellt hjälpspråk konstruerat för att hjälpa talare av slaviska språk att tala med varandra.
Namnet "Slovio" kommer från den protoslaviska ordet "slovo" som betyder "ord" och har likheter med bland annat bulgariska, kroatiska, serbiska, bosniska, tjeckiska, slovakiska, slovenska, polska, ryska och ukrainska. December 2005 hade Slovios officiella ordbok cirka 33,000 ord.